# Alexei Petrowitsch Juschnewski

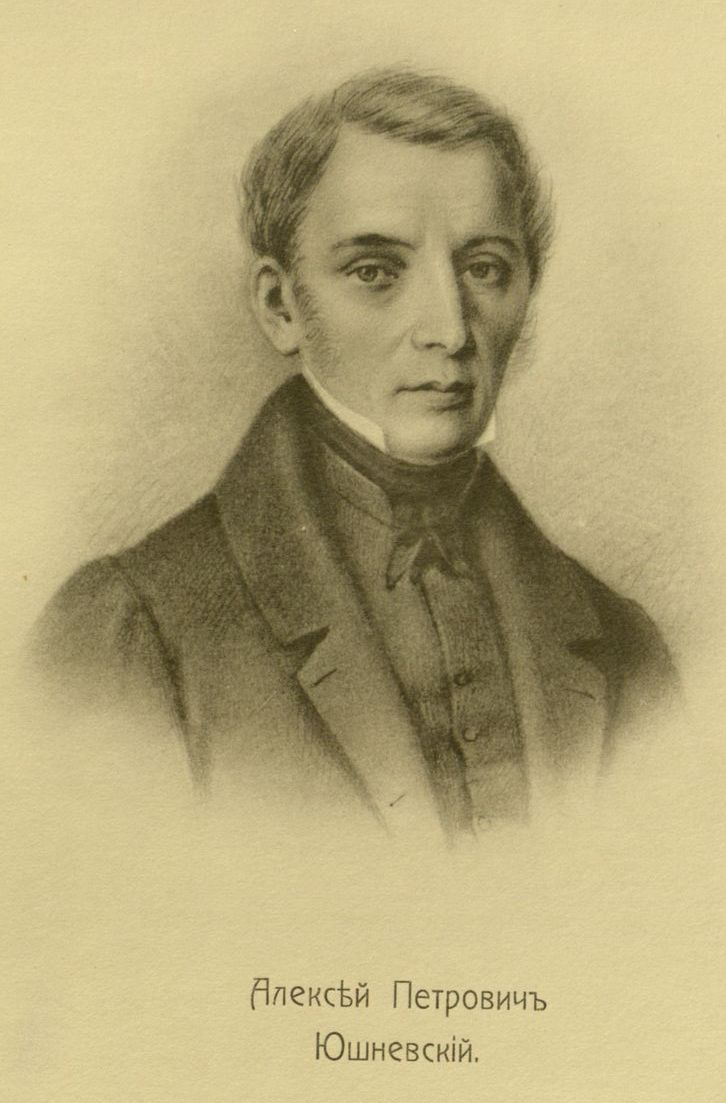
Alexei Juschnewski

Alexei Petrowitsch Juschnewski (russisch Алексей Петрович Юшневский, wiss. Transliteration Aleksej Petrovič Jušnevskij; * 12. Märzjul. / 23. März 1786greg. in Sankt Petersburg; † 10. Januarjul. / 22. Januar 1844greg. im Dorf Ojok, Gouvernement Irkutsk) war ein russischer General-Intendant, Staatsrat und Dekabrist.

## Leben
Das Adelsgeschlecht der Juschnewskis stammte aus Galizien. Alexeis Geburtsort Sankt Petersburg ist nicht sicher. Auch ein unbekannter Ort im Gouvernement Podolien käme noch in Betracht. Alexei, der Sohn des polnischen Adligen Peter Christoforowitsch Juschnewski und dessen Gattin Natalja Iwanowna Matwejewa, besuchte zwar die Universität Moskau, brach das Studium aber ab.

### Beamter
Ab November 1801 war Alexei Juschnewski in der Kanzlei des Gouverneurs von Podolien tätig und wechselte 1805 ins Russische Außenministerium. Ab 1816 diente er als Beamter in der diplomatischen Abteilung des Stabes der 2. Armee. Dort war er mit der Unterbringung von bulgarischen Übersiedlern in Bessarabien befasst. 1819 wurde er in der 2. Armee General-Intendant und 1823 Staatsrat.

### Dekabrist
Alexei Juschnewski trat dem dekabristischen Wohlfahrtsbund bei und stieg zu einem der maßgebenden Organisatoren des Geheimen Südbundes der Dekabristen auf. Er trat für den Übergang Russlands von der Monarchie zur Republik ein. Am 13. Dezember 1825 wurde er in Tultschyn verhaftet und am 7. Januar 1826 in der Peter-und-Paul-Festung eingekerkert. Der zum Tode verurteilte wurde zu lebenslanger Zwangsarbeit begnadigt. Am 22. August 1826 wurde in Schlüsselburg die Dauer der Zwangsarbeit auf zwanzig Jahre reduziert.

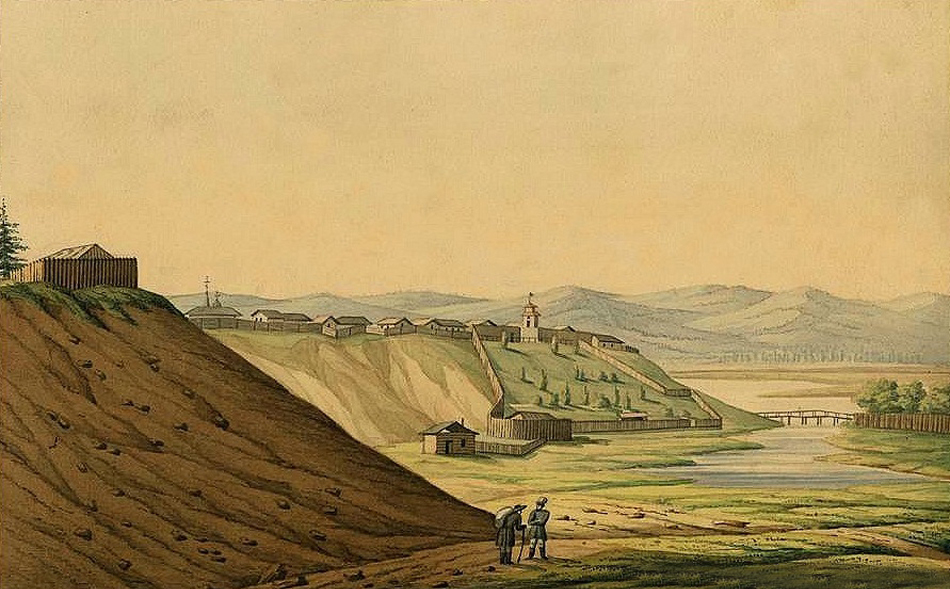
Nikolai Alexandrowitsch Bestuschew um 1828: Blick auf das Ostrog Tschita

Am 20. Dezember 1827 kam Alexei Juschnewski im sibirischen Ostrog Tschita an. Vom September 1830 bis 1839 war er in der Katorga Peter-Hütte als Zwangsarbeiter gefangen genommen. Die Strafe war am 8. November 1832 auf 15 Jahre und am 14. Dezember 1835 auf 13 Jahre herabgesetzt worden.
Marija Kasimirowna, Alexei Juschnewskis Ehefrau, folgte ihrem Mann 1830 in die Verbannung, nachdem ihrem Antrag aus dem Jahr 1826 im Jahr 1829 stattgegeben worden war. Das Paar begegnete sich im Sommer 1830 nahe bei Werchne-Udinsk wieder. In seinen letzten Lebensjahren war Alexei Juschnewski nacheinander in einigen Dörfern des Irkutsker Gebietes – in Kuda, in Schilkino und zuletzt in Raswodnaja – zwangsangesiedelt. Den Lebensunterhalt verdiente sich Alexei Juschnewski als Lehrer. Einer seiner Schüler war der 1834 in Irkutsk geborene spätere Schriftsteller Nikolai Belogolowy. Beim Begräbnis des Dekabristen Fjodor Wadkowski starb Alexei Juschnewski unerwartet. Er wurde in Raswodnaja beerdigt. Seine sterblichen Überreste wurden 1952 auf den Irkutsker Friedhof Lisicha überführt. Lisicha liegt im Irkutsker Oktober-Viertel.

## Familie
Bruder: Kammerjunker Semen Petrowitsch Juschnewski (* 1801, † nach 1844)